# Stary Żelibórz
Stary Żelibórz [ˈstarɨ ʐɛˈlibuʂ] (anciennement, en allemand Sellberg) est un village du district administratif de la gmina de Polanów, dans le comté de Koszalin, dans la voïvodie de Poméranie-Occidentale, dans le nord-ouest de la Pologne.

## Géographie
Stary Żelibórz se trouve à environ 7 kilomètres (4 mi) au sud-est de Polanów, 42 km (26 mi) à l'est de Koszalin, et 163 km (101 mi) au nord-est de la capitale régionale Szczecin.

## Histoire
Avant 1945, la région faisait partie de l'Allemagne.